# Nové Sady u Velké Bíteše
Nové Sady (deutsch Nebstich, älter Neustift) ist eine Gemeinde in Tschechien. Sie liegt zwei Kilometer westlich von Velká Bíteš und gehört zum Okres Žďár nad Sázavou.

## Geographie
Nové Sady befindet sich im Krischanauer Bergland (Křižanovská vrchovina) im Süden der Böhmisch-Mährischen Höhe rechtsseitig über dem Tal der Bítýška. Südwestlich erhebt sich der Chocholáč (516 m). Im Süden führt die Autobahn D 1 vorbei.
Nachbarorte sind Osová Bítýška, Vlkov und Krevlický Dvůr im Norden, Velká Bíteš im Osten, Janovice und Košíkov im Südwesten, Jestřabí im Süden, Březka im Südwesten, Holubí Zhoř im Westen sowie Bezděkov und Záblatí im Nordwesten.

## Geschichte
Die erste urkundliche Erwähnung des zur Herrschaft Meziříčí gehörigen Dorfes Nebstich erfolgte im Jahre 1359. Der Name des Ortes leitet sich von Neustift ab. Zu Beginn des 15. Jahrhunderts wurde das Dorf an die Herren von Tasov verkauft. Zu den weiteren Besitzer gehörte u. a. Zikmund von Chlévský. Im 19. Jahrhundert wurde das Dorf an die Herrschaft  Náměšť angeschlossen.
Nach der Aufhebung der Patrimonialherrschaften bildete Nebstich ab 1850 eine Gemeinde in der Bezirkshauptmannschaft Velké Meziříčí. Später fand der Name Nebštych Verwendung. Im Jahre 1900 hatte Nebštych 204 Einwohner und bestand aus 35 Häusern sowie drei Ausgedingechaluppen. Bei dem Großbrand von 1904 wurde das gesamte Dorf zerstört. Infolgedessen gründete sich 1907 die Freiwillige Feuerwehr Nebštych. Im Jahre 1924 erfolgte die Umbenennung in Nové Sady, was die tschechische Übersetzung für Neustift ist. 1949 kam die Gemeinde zum Okres Velká Bíteš, und zu Beginn des Jahres 1961 wurde sie dem Okres Žďár nad Sázavou zugeordnet. Zwischen 1980 und 1991 war Nové Sady nach Velká Bíteš eingemeindet. 1992 entstand die Gemeinde wieder. Heute besteht das Dorf aus 72 Wohngebäuden.

## Gemeindegliederung
Für die Gemeinde Nové Sady sind keine Ortsteile ausgewiesen.

## Sehenswürdigkeiten
- Gemeindehaus, erbaut 1880
- Glockenturm, errichtet im Jahre 1900. Am Turm wurden Gedenktafeln zur tausendsten Jubiläum des Todes des hl. Wenzel und für die Opfer des Ersten Weltkrieges angebracht.
- denkmalgeschützte Kiefer am Teich Korbel, an der Autobahn südlich des Dorfes. Daneben befindet sich ein Sühnestein, der an die Tötung eines Metzgers durch einen wildgewordenen Bullen erinnert.
- Betsäule, am Abzweig nach Holubí Zhoř
- Gedenktafel für T.G. Masaryk, angebracht 1935 zu dessen 85. Geburtstag